# Casas del Castañar
Casas del Castañar (extremadurai nyelven Casas del Castañal település Spanyolországban, Cáceres tartományban. Casas del Castañar Plasencia, Cabezabellosa, El Torno, Valdastillas, Cabrero, Piornal, Barrado és Gargüera de la Vera községekkel határos. Lakosainak száma 578 fő (2024).

## Népesség
A település népessége az elmúlt években az alábbi módon változott:
| Lakosok száma | 673  | 666  | 632  | 639  | 620  | 604  | 602  | 568  | 531  | 578  |
|               | 2001 | 2004 | 2006 | 2009 | 2011 | 2014 | 2016 | 2019 | 2021 | 2024 |